# Mitsubishi Lancer

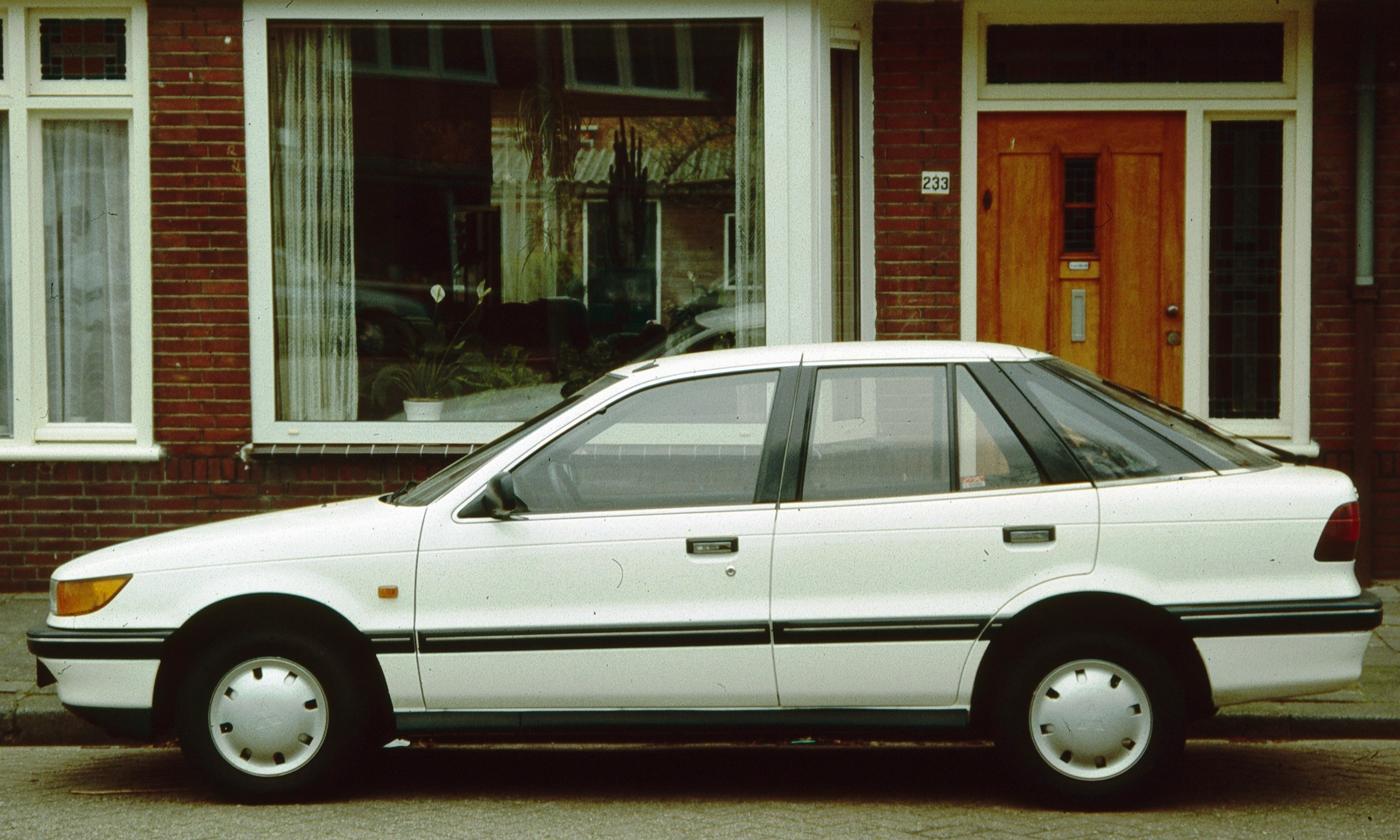
Mitsubishi Lancer 5: 1988-1992

De Mitsubishi Lancer is een middenklasse sedanmodel van het Japanse merk Mitsubishi.
Het model met de naam Lancer werd al in de jaren zeventig geïntroduceerd, maar wordt voornamelijk geassocieerd met het rallymodel Lancer Evo van de jaren negentig en 2000.
Huidige modellen:
380 ·
Adventure ·
ASX ·
Challenger/Pajero Sport ·
Colt ·
Delica ·
Eclipse ·
eK ·
Endeavor ·
Freeca ·
Galant ·
Grandis ·
i ·
Jolie ·
Kuda ·
L200 ·
Lancer ·
Lancer Evo ·
Maven ·
Minica ·
Nativa ·
Outlander ·
Pajero ·
Pajero iO ·
Pajero Mini ·
Pajero Pinin ·
Raider ·
Space Gear ·
Strada ·
Town Box ·
Triton ·
Zinger
Historische modellen:
360 ·
3000GT ·
500 ·
Airtrek ·
Aspire ·
Carisma ·
Chariot ·
Cordia ·
Debonair ·
Diamante ·
Dignity ·
Dingo ·
Dion ·
Emeraude ·
Eterna ·
Expo ·
Forte ·
FTO ·
Galant GTO ·
Galant VR-4 ·
Jeep CJ-3B ·
Galant Lambda ·
GTO ·
Lancer 1600 GSR ·
Legnum ·
Libero ·
L200 ·
Magna ·
Mirage ·
Model A ·
Nimbus ·
Pajero Junior ·
Pistachio ·
Proudia ·
RVR ·
Sapporo ·
Sigma ·
Space Runner ·
Space Wagon ·
Space Star ·
Starion ·
Toppo ·
Tredia ·
Verada
Conceptauto's:
Concept CT MIEV ·
Concept D-5 ·
Concept EZ MIEV ·
Lancer Evolution ·
HSR ·
i ·
SE-RO ·
SST ·
Tarmac